# Giovanni Di Fonzo
Giovanni Di Fonzo (Scerni, 4 ottobre 1948 – Roma, 8 aprile 2023) è stato un politico italiano.

## Biografia
Fu deputato per due legislature: eletto con i Progressisti alle elezioni politiche del 1994, nel collegio uninominale di Vasto, fu riconfermato alle elezioni del 1996, quando fu eletto nel collegio di Lanciano con il sostegno dell'Ulivo.
Terminò il mandato di parlamentare nel 2001.